# Lamiessa eumolpoides
Lamiessa eumolpoides là một loài bọ cánh cứng trong họ Cerambycidae.